# Parkinsonia aculeata
Parkinsonia aculeata även jerusalemtörne är en ärtväxtart som beskrevs av Carl von Linné. Parkinsonia aculeata ingår i släktet Parkinsonia och familjen ärtväxter. Inga underarter finns listade i Catalogue of Life.

## Bildgalleri

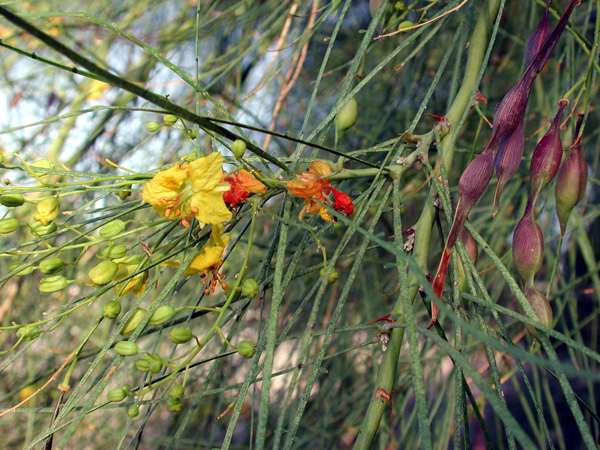
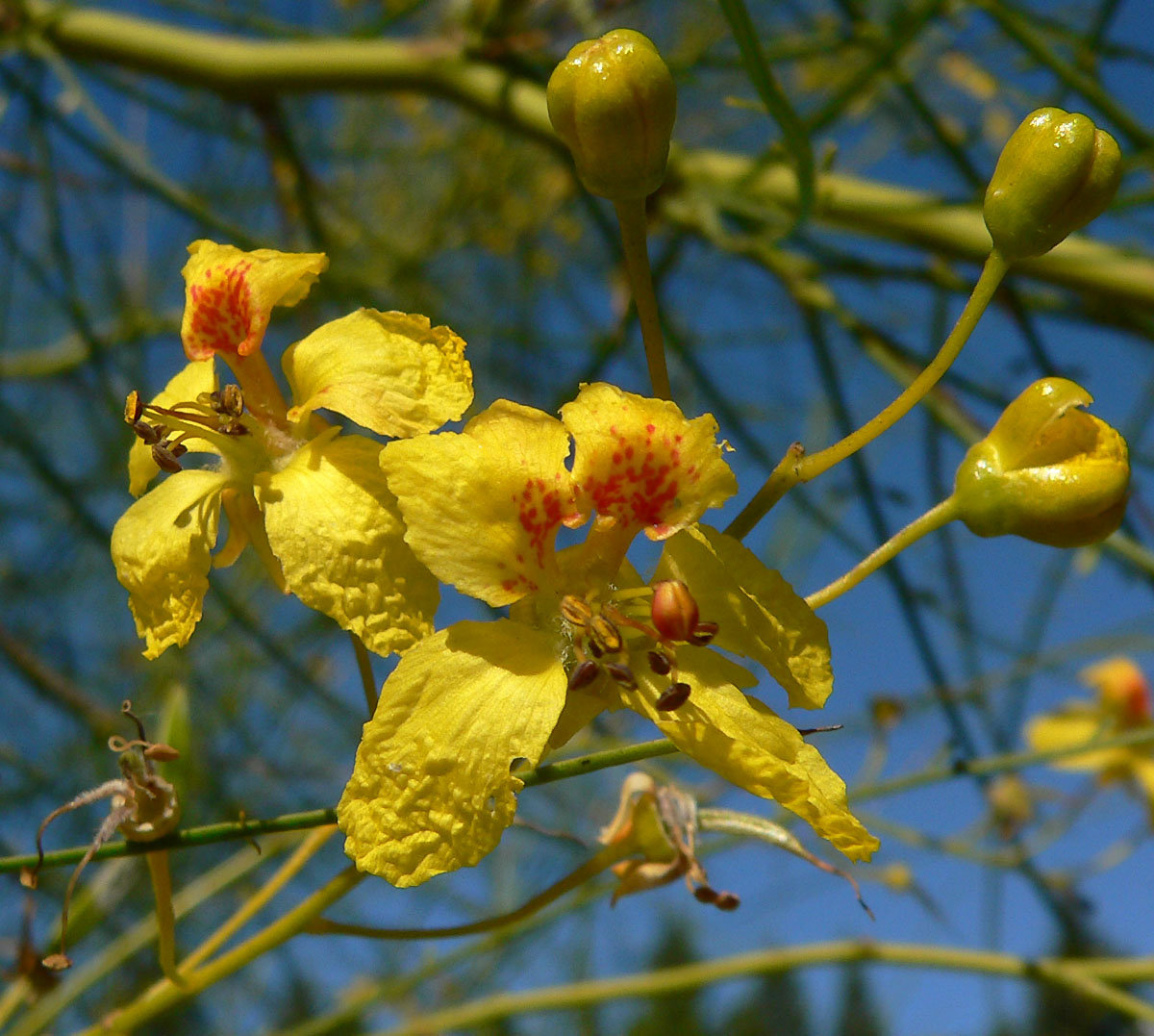
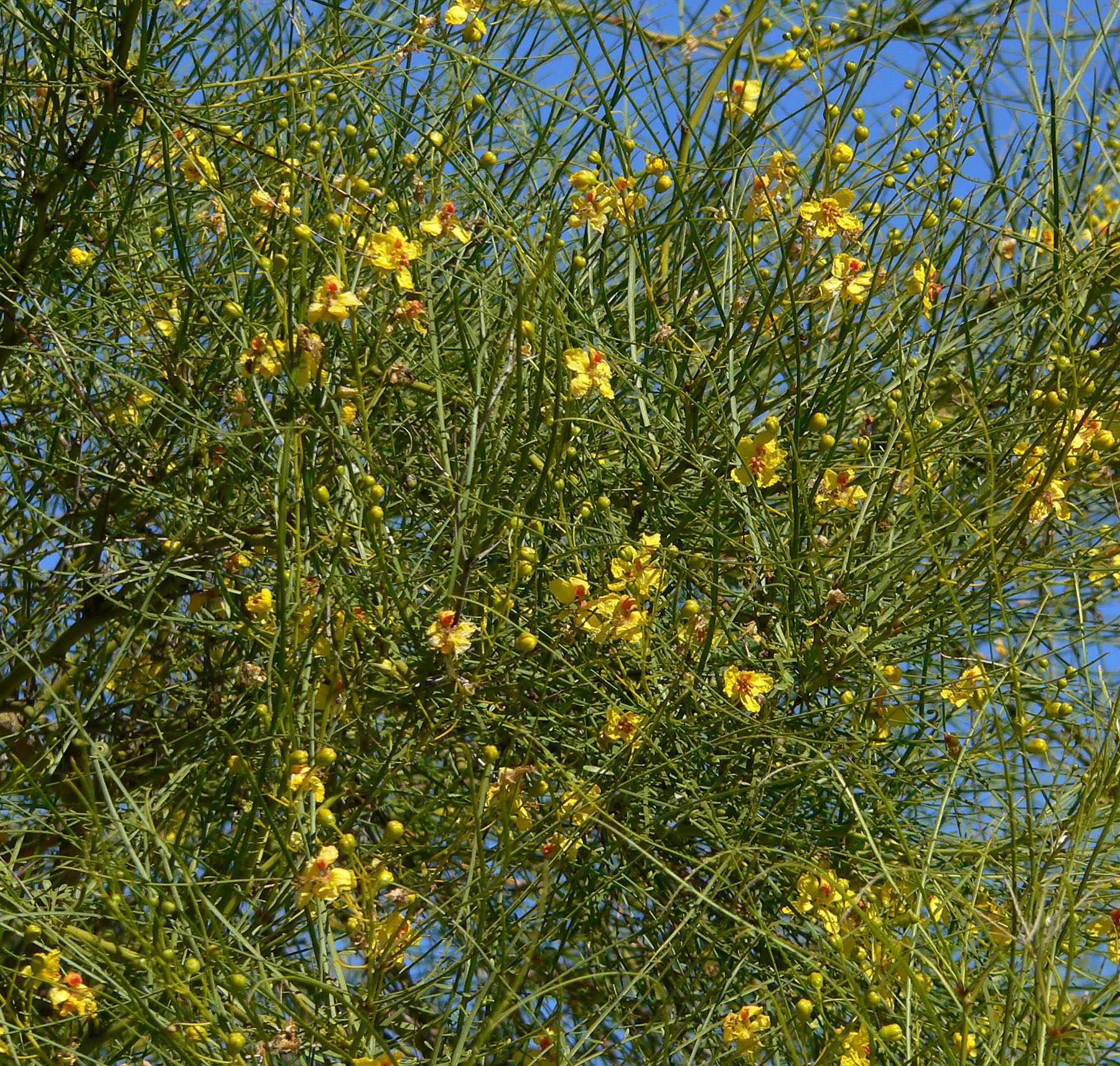
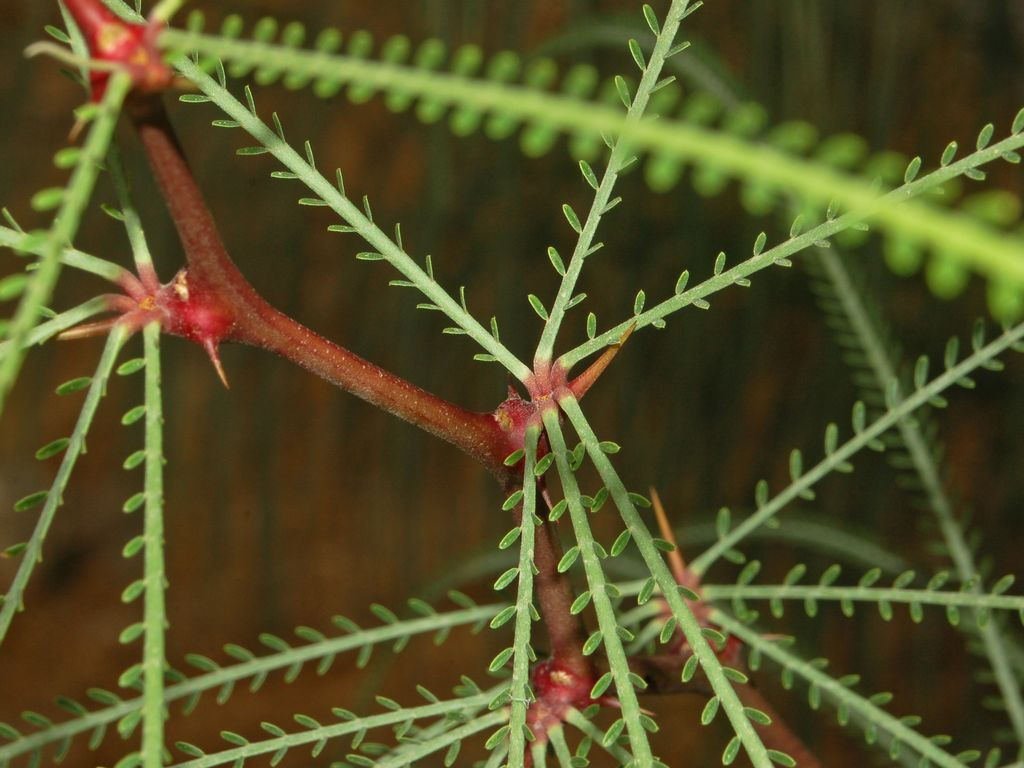
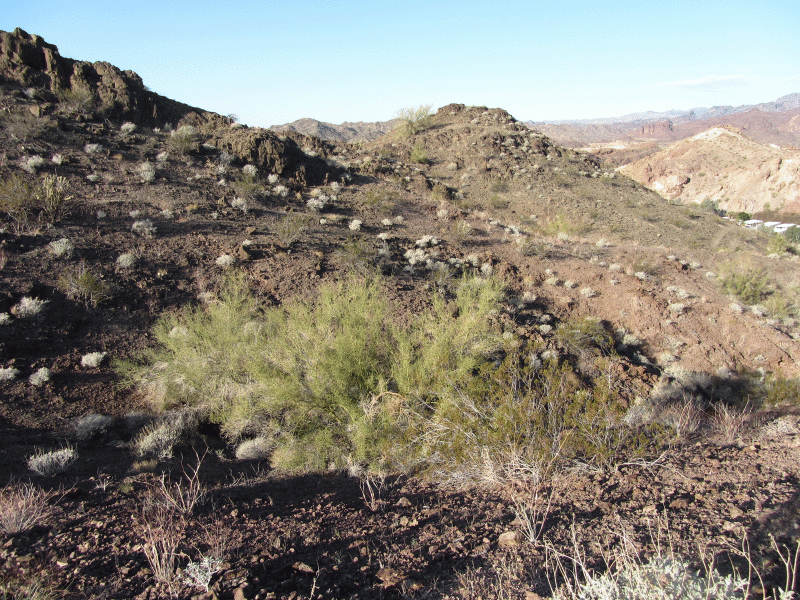
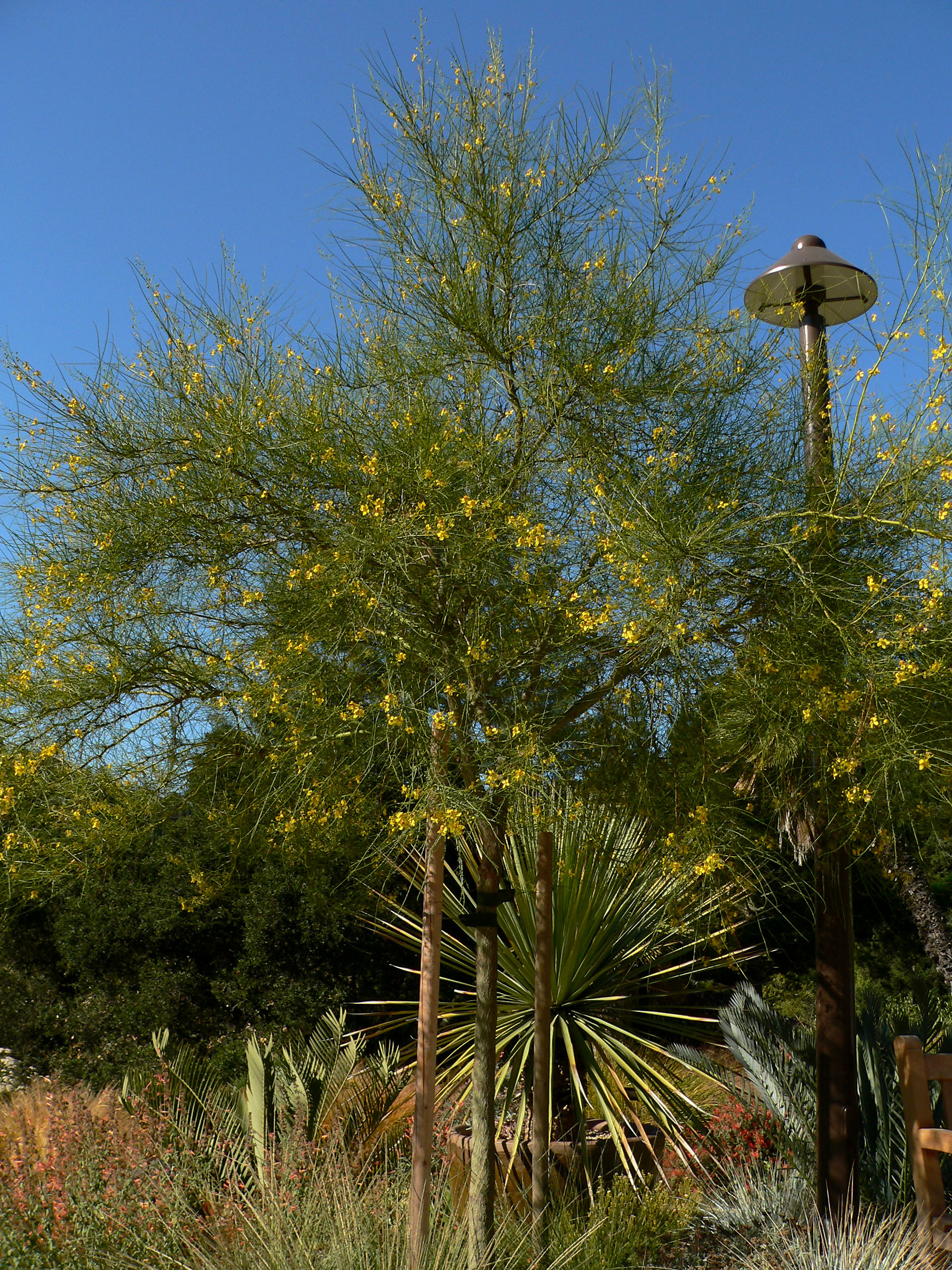